# Micromeles

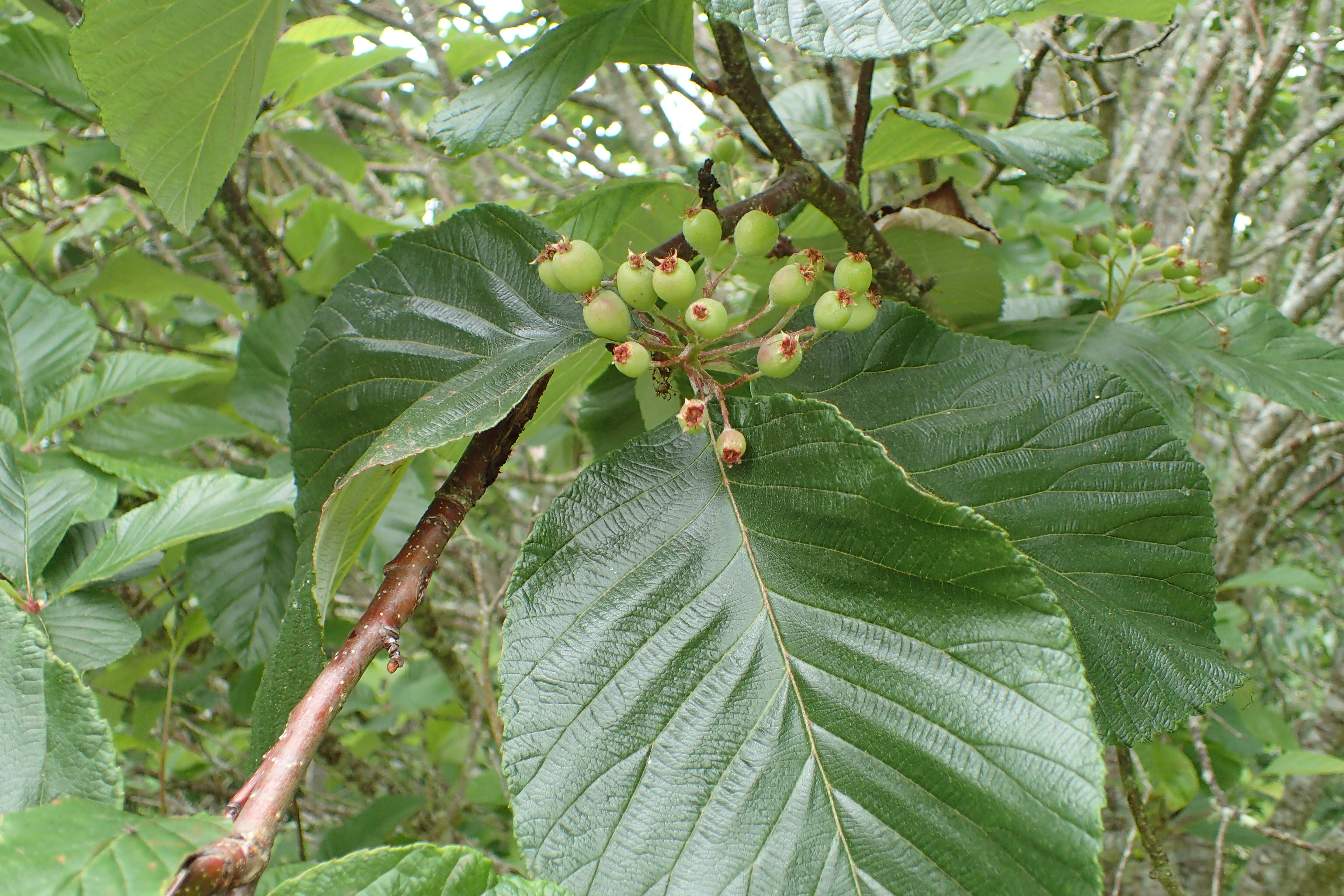
Micromeles coronata

Micromeles – rodzaj roślin z rodziny różowatych, czasem włączany jako sekcja do rodzaju jarząb Sorbus. Obejmuje 10–15 gatunków. Wszystkie występują we wschodniej Azji – od Himalajów po Japonię, na południu poprzez Półwysep Indochiński po Sumatrę. Rosną w większości na obszarach górskich, zwykle między rzędnymi 1000 i 2700 m n.p.m.

## Morfologia
PokrójDrzewa i krzewy o pędach pozbawionych cierni.
LiściePojedyncze, ogonkowe, ząbkowane lub piłkowane. W różnym stopniu owłosione do nagich.
KwiatyStosunkowo niewielkie, o średicy 6–8 mm, zebrane w kwiatostany szczytowe w postaci wielokwiatowych, złożonych baldachogron. Działek kielicha jest 5, są one całobrzegie lub piłkowane. Płatki, też w liczbie 5, są białe. Pręcików jest 18–20, ich pylniki są żółte. Zalążnia dolna 2–3-komorowa. Szyjki słupków 3, rzadziej dwie zrośnięte do połowy lub nieco krócej.
OwocePozorne określane mianem głogowatych – ich nibyowocnia powstaje z mięśniejącego dna kwiatowego, otaczającego właściwe owoce – bardzo twarde, jednonasienne orzeszki. Owoce pozorne są kulistawe, o średnicy zwykle 5–15 mm i długości 7–20 mm.

## Systematyka
Rodzaj z rodziny różowatych (Rosaceae). Opisany został po raz pierwszy w 1874 przez Decaisne. W 1878 J.D. Hooker we Flora of British India włączył ten rodzaj jako sekcję do rodzaju grusza Pyrus. Rehder w 1927 z kolei umieścił tę grupę gatunków w randze sekcji w obrębie rodzaju jarząb Sorbus. W różnych ujęciach autorów z XX wieku rodzaj jednak był wyodrębniany jako morfologicznie odrębny. W obrębie szeroko ujmowanego rodzaju Sorbus włączany jest do podrodzaju (czasem wyodrębnianego w randze osobnego rodzaju) Aria. Według GRIN gatunki tu zaliczane tworzą następujące sekcje w podrodzaju Aria: Micromeles, Griffithianae i Thibeticae.
Wykaz gatunków
- Micromeles calcicola (W.B.Liao & W.Guo) Mezhenskyj
- Micromeles coronata (Cardot) Mezhenskyj
- Micromeles cuspidata (Bertol.) C.K.Schneid.
- Micromeles griffithii Decne.
- Micromeles japonica (Decne.) Koehne
- Micromeles paucinerva (Merr.) Rushforth
- Micromeles prunifolia (W.B.Liao & H.J.Jing) Mezhenskyj
- Micromeles rhamnoides Decne.
- Micromeles rhombifolia (C.J.Qi & K.W.Liu) Mezhenskyj
- Micromeles zahlbruckneri (C.K.Schneid.) Mezhenskyj